# Maestro di Mezzana

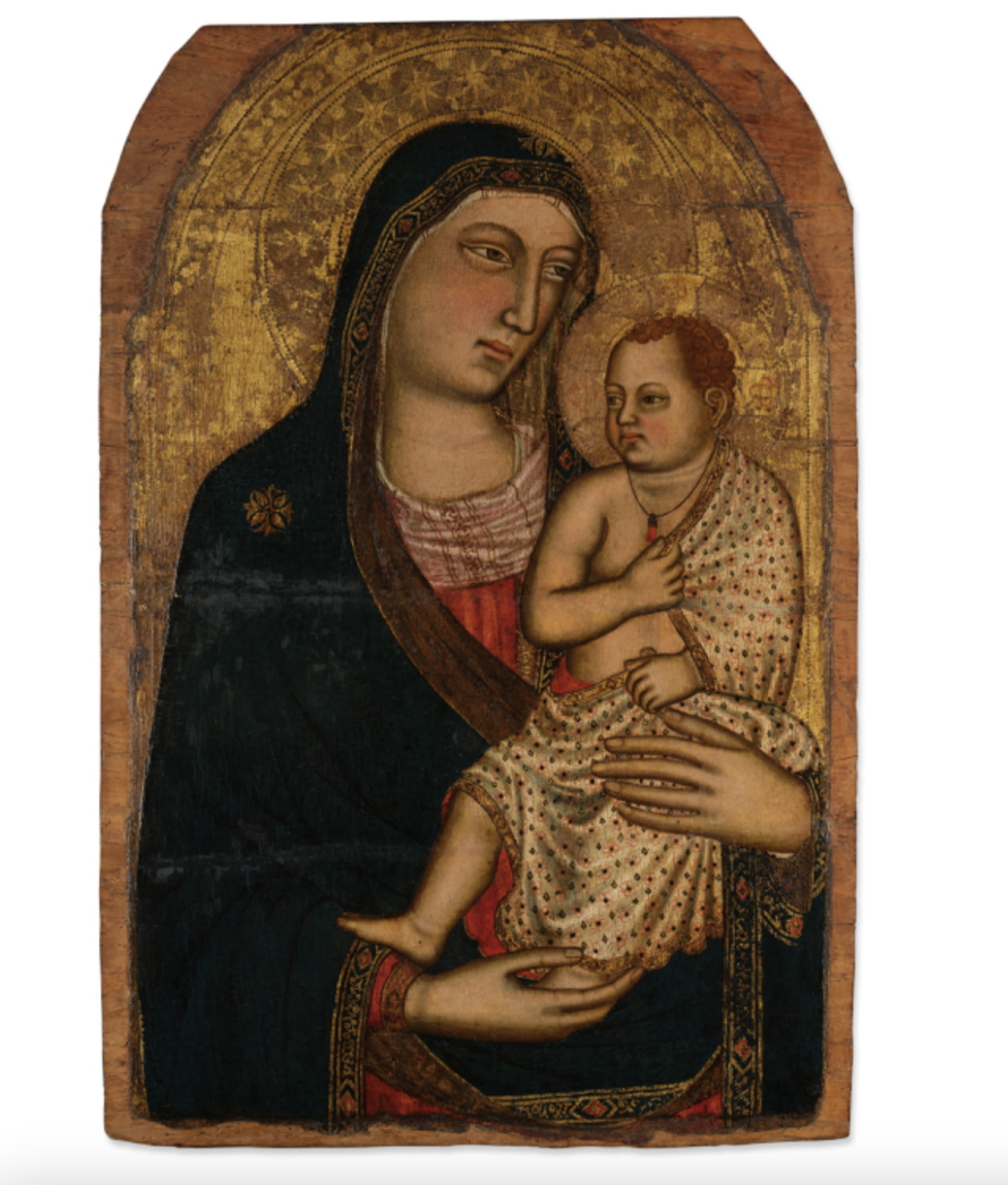
Maestro di Mezzana, Madonna col Bambino, già collezione Martello

Il Maestro di Mezzana (Prato, XIV secolo – XIV secolo) è stato un pittore italiano, attivo dal 1320 al 1340.

## Vita e fortuna critica
Nel 1956, Richard Offner ha per primo riunito una serie omogenea di dipinti identificandoli col nome di Maestro di Mezzana. Miklós Boskovits ha successivamente proposto di identificare l'anonimo maestro con il documentato pittore pratese Bettino di Corsino, registrato come attivo in città tra il 1288 e il 1313. Questa ipotesi, tuttavia, è stata poi ribaltata dalle successive ricerche dello stesso Boskovits.
Le due tavole che danno il nome al Maestro di Mezzana,  la cui datazione dovrebbe restringersi intorno al 1315-1320 circa, sono la Madonna del Parto del Museo dell’Opera del Duomo di Prato e la Madonna col Bambino, resa nota da Offner quando si trovava nella raccolta Tolentino a Firenze, poi passata nella collezione Martello, con il riferimento a uno stretto seguace del Maestro dei Da Filicaia - in seguito confuito nel corpus di Lippo di Benivieni -, assegnata in anni più recenti dal Boskovits al suo Bettino da Prato, che oggi conviene tornare a denominare, come già detto, Maestro di Mezzana. Quest’ultima tavola era con ogni evidenza l’elemento centrale di un complesso d’altare di tre o cinque scomparti, che certamente includeva a sinistra anche questa ombrosa e, nel contempo, dolce Santa Lucia, appartenuta al grande antiquario Carlo De Carlo, perfettamente compatibile per lo stile e le dimensioni al dipinto della collezione Martello, il cui giottismo aspro e arcaizzante, che si evince anche dalla bella decorazione della veste, accredita il Maestro di Mezzana ai suoi esordi quale perfetto corrispettivo pratese del fiorentino Maestro del Crocifisso Corsi. Se la posizione d’origine della Santa Lucia era quella d’onore, alla destra del gruppo divino centrale, potrebbe congetturarsi forse la provenienza del complesso dall’antica chiesa di Santa Lucia di Prato, documentata in dal 1090 e dipendente dalla Propositura di Santo Stefano. Alla fase più antica del Maestro di Mezzana è da riportare anche la piccola Maestà con quattro, un tempo in collezione privata a Londra, pubblicata da Boskovits, che ne rimarcava la datazione alta in base all’articolazione spaziale del trono e alla collocazione uno sopra l’altro dei santi, anziché uno dietro l’altro.
Angelo Tartuferi ha ampiamente riesaminato la situazione artistica di Prato, città che, nonostante la vicinanza a Firenze, fu per gran parte del Trecento un importante centro artistico a sé stante. Iniziando il suo studio dalla fine del Duecento, Tartuferi ha indagato lo sviluppo di Bettino di Corsino, forse il più celebre pittore pratese del periodo, la cui opera mostra lo splendido momento di transizione tra la tradizione bidimensionale bizantina e i primi tentativi di costruire più realisticamente lo spazio nei dipinti. In questo dinamico contesto artistico, Tartuferi individua una diversa mano d'artista nel Maestro di Mezzana, attivo intorno al 1315.
Probabilmente fiorentino, il pittore si sviluppò come il più prolifico interprete dell'opera giovanile di Giotto, ben prima della presenza a Prato di pittori famosi come Taddeo Gaddi o Bernardo Daddi. Le sue prime opere, datate prima del 1320, sono descritte da Tartufieri come una forma di “giottismo aspro e arcaizzante”, che tuttavia si evolve in parte per l'influenza di Jacopo del Casentino e del Maestro di Santa Cecilia. Egli identifica provvisoriamente il Maestro con il “Francischo pictori de Florentia”, a cui fu affidato il compito di dipingere parti della grande sala al primo piano del Palazzo Pretorio di Prato nel 1336. I frammenti superstiti confermano stilisticamente questa identificazione e fanno del maestro uno dei più importanti pittori pratesi, avvalorando l'idea che si tratti di un fiorentino, ben addentro alle novità artistiche della sua città natale.

## Opere principali
- Madonna del Parto, Prato, Museo dell’Opera del Duomo
- Trittico portatile Madonna col Bambino in trono fra i santi Ludovico di Tolosa e Francesco, angelo annunziante e Crociissione, Vergine annunziata e ‘Mater Misericordiae’, Museo civico (Prato), acquistato dalla Fondazione Cassa di Risparmio di Prato
- Madonna col Bambino, già Firenze, collezione Martello
- Santa Lucia, collezione privata
- Madonna col Bambino in trono e quattro santi, già a Londra, collezione privata
- Madonna col Bambino in trono tra san Giovanni evangelista e santo Stefano, Prato, Palazzo Comunale, Sala del Gonfalone.
- Madonna col Bambino in trono e due angeli, tabernacolo portatile,Tours, Musée-des-Beaux-Arts
- Madonna col Bambino in trono, già New York, Sotheby's
- Madonna col Bambino, Princeton, University Art Museum.
- Madonna col Bambino, Prato, Museo dell’Opera del Duomo
- San Pietro, Prato, Museo dell’Opera del Duomo
- San Francesco, già Roma, collezione Sestieri